# Andrea Lilli

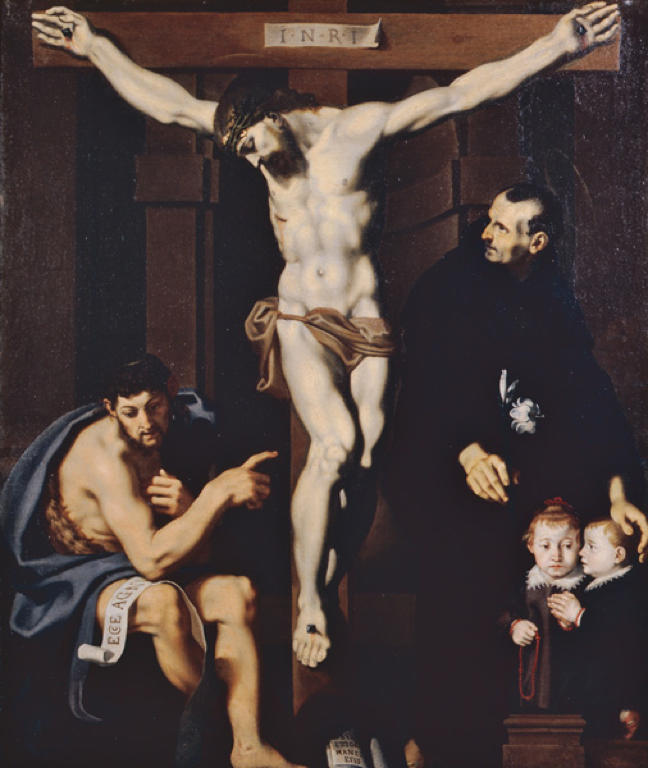
Andrea Lilli, Il Crocifisso fra San Giovanni Battista e San Nicola da Tolentino, Pinacoteca civica Francesco Podesti di Ancona.

Andrea Lilli, talvolta anche Lilio (Ancona, 1570 – post 1631), è stato un pittore italiano, conosciuto anche come L'Anconitano.

## Biografia
Dipinse soprattutto nella sua città natale e a Roma, dove fu attivo a partire dall'inizio del XVII secolo fino a circa il 1640. Papa Sisto V gli commissionò la decorazione della Biblioteca vaticana e la decorazione della Scala Santa. In quest'ultimo luogo dipinse Mosè che colpisce la roccia e Mosè con il Serpente di Bronzo.
La sua arte si inserisce nel Manierismo; fu forse allievo di Federico Barocci. È possibile che il Lilli collaborò alle illustrazioni dell'Iconologia di Cesare Ripa, che rimase fonte popolare per motivi pittorici per secoli.
In una cappella della Chiesa Nuova di Roma dipinse l'Arcangelo Michele che scaccia gli angeli caduti dal cielo ed ha continuato a ornare le chiese e conventi di Roma durante tutto il pontificato di papa Clemente VIII.
Uno dei suoi capolavori, il Martirio di San Lorenzo, è stato dipinto per la chiesa di Santa Caterina ad Ancona. Ha dipinto Cristo che lava i piedi dei suoi discepoli per la navata della Basilica di Santa Maria Maggiore a Roma. Lavorò anche alla Cappella Sistina (cappella della Natività) e alla cattedrale di Fano.
Quattro nuovi dipinti allegorici del Lilli sono stati identificati a Milano, nel Museo Bagatti Valsecchi.

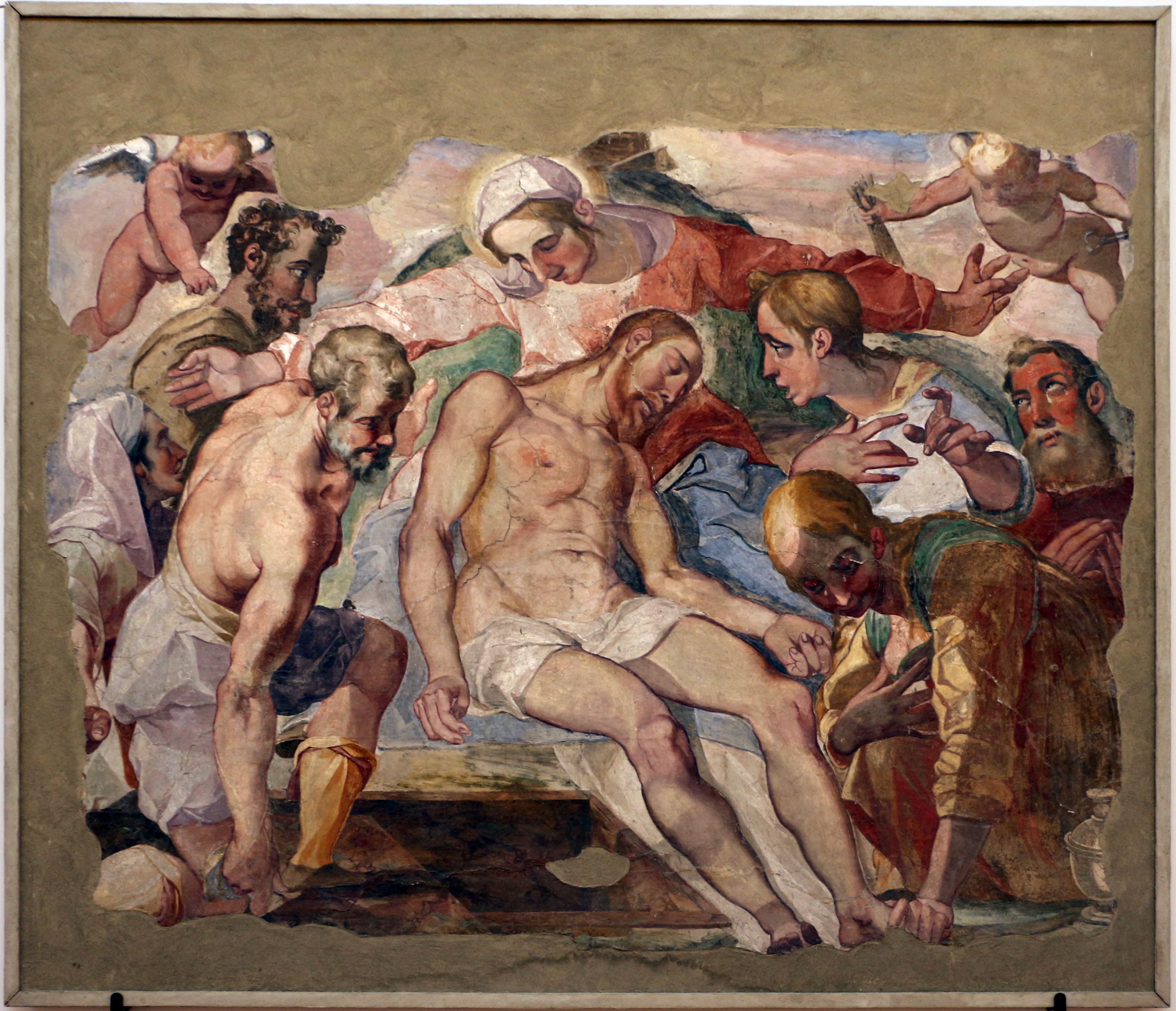
Andrea Lilli, Deposizione, Certosa di San Martino di Napoli.

Nella Certosa di San Martino di Napoli si trova una sua Deposizione.
Di lui si conservano nella Pinacoteca civica Francesco Podesti di Ancona i dipinti: Quattro Santi in estasi, Storie di San Nicola da Tolentino (undici quadretti), Il Crocifisso fra San Giovanni Battista e San Nicola da Tolentino, L'incredulità di San Tommaso e la Veduta di Ancona, frammento di pala d'altare che testimonia l'aspetto di Ancona nel Cinquecento vista dal porto. Nella chiesa di San Francesco alle Scale di Ancona si trova il quadro Angeli che trasportano la Santa Casa di Loreto.
Nella Pinacoteca Diocesana di Senigallia si conservano due meravigliose  tele provenienti dalla Cattedrale.
Alla casa-museo di Palazzo Sorbello di Perugia è conservata una sua Salita al Calvario, in cui figurano la Santa Veronica che asciuga il sangue dal volto di Cristo e i due ladroni al seguito.
Riguardo alla data e al luogo di morte restano incertezze. La tesi più accreditata resta quella di Giovanni Baglione, secondo la quale egli morì ad Ascoli Piceno, mentre attendeva alla decorazione di lavori che poi dovette lasciare interrotti. Presumibilmente si tratta delle lunette (rimaste in numero di tre con le restanti incomplete) raffiguranti scene della Vita di San Benedetto nel chiostro del monastero di Sant'Angelo Magno, eseguite in un non precisato anno del quarto decennio del secolo.